# Rácz Mária (labdarúgó)
Rácz Mária (Pécs, 1972. október 15. –) válogatott labdarúgó, csatár.

## Pályafutása

### A válogatottban
1993-ban két alkalommal szerepelt a válogatottban.

## Sikerei, díjai
- Magyar bajnokság
  - 3.: 1994–95, 1996–97
- Magyar kupa
  - győztes: 1995, 1997
- Magyar szuperkupa
  - döntős: 1993, 1995

## Statisztika

### Mérkőzései a válogatottban
| Magyarország | Magyarország         | Magyarország | Magyarország | Magyarország | Magyarország | Magyarország | Magyarország | Magyarország |
| #            | Dátum                | Helyszín     | Hazai        | Eredmény     | Vendég       | Kiírás       | Gólok        | Esemény      |
| ------------ | -------------------- | ------------ | ------------ | ------------ | ------------ | ------------ | ------------ | ------------ |
| 1.           | 1993. szeptember 26. | Espoo        | Finnország   | 1 – 1        | Magyarország | Eb-selejtező | -            | 80'          |
| 2.           | 1993. október 16.    | Bergen       | Norvégia     | 8 – 0        | Magyarország | Eb-selejtező | -            | 80'          |
|              | Összesen             |              |              | 2            | mérkőzés     |              | 0            | gól          |